# Venmo
Venmo是PayPal旗下的一个移动支付服务，让用户可以使用手机或网页转账给他人。2015年Venmo处理的转账金额达75亿美元，2016年第一季度达32亿美元。
使用Venmo转账不是即时，在初次发出后可以取消。转账可能需要几天才会到账。

## 歷史
Venmo 在2009年由賓州大學的校友 Andrew Kortina、Iqram Magdon-Ismail（兩位是宿舍室友）建立，在美國境內提供小額支付手機應用服務。2012年，美國的信貸公司 Braintree 以2620萬美元的價格將 Venmo 買下，之後 eBay 為了強化其自有的行動支付系統 PayPal，買下了 Braintree 公司（包含Venmo），因此現在Venmo可以算是PayPal旗下的子公司。

## 簡介
Venmo 在使用者和其朋友間提供簡單、快速的付款選擇，免除現金、支票交易。Venmo 要求使用者以 Facebook 帳號登入，並透過使用者安裝在智慧型手機上的 Venmo 行動應用程式（目前支援iOS、Android系統），經過認證手機號碼及銀行帳戶後就能開始使用，將指定的金額支付給朋友。
Venmo 使用者帳戶內的存款可以透過信用卡、連結銀行帳戶等方式預先存入，而付給朋友的款項從中自動扣掉，存入朋友的 Venmo 帳戶內。當 Venmo 內的金額不足以支付款項時，會從使用者主要的資金來源（如信用卡）提領。至於存在 Venmo 帳戶內的存款，也可以匯出至使用者提供的銀行帳戶內。
Venmo 的轉帳交易是即時的，使用者可以在收到款項後立即匯給其他人或是匯出。
在 Venmo 內的交易都不會被收取手續費，但使用者存在 Venmo 帳戶內的存款，Venmo 並不會支付利息。
Venmo 目前僅提供美國地區的用戶使用，必須擁有美國的手機及美國的銀行帳戶、信用卡或簽帳卡進行交易。

## 用途
- 分攤外食帳單、計程車資、房租等。
- 送禮、請客。[2]

## 特色
Venmo在交易時，可以附加一行訊息說明付款原因，並分享至 Facebook。許多人會寫下天馬行空的付款理由並分享出去。例如：

- Excessive twerking
- Fantasy baseball loophole—I hate you
- Being bad at math
- Child support monthly installment
- The perfect Arnold Palmer
- Extra rides on the water slide

## 類似服務
- PayPal
- 支付寶
- Chase QuickPay
- Square Cash